# Micropilina
Micropilina is een geslacht van weekdieren uit de familie van de Neopilinidae.

## Soorten
- Micropilina arntzi Warén & Hain, 1992
- Micropilina minuta Warén, 1989
- Micropilina rakiura B. A. Marshall, 1998
- Micropilina reinga B. A. Marshall, 2006
- Micropilina tangaroa B. A. Marshall, 1990
- Micropilina wareni B. A. Marshall, 2006